# ملاح الرباط
ملاح الرباط (بالعبرية: ) هو الحي اليهودي في مدينة الرباط المغربية، و هو جزء من موقع تراث عالمي.
يقع الملاح شرق المدينة العتيقة، فوق الجرف المطل على نهر أبي رقراق.

## التاريخ
يعد ملاح الرباط حديثا مقارنة بالأحياء اليهودية في باقي المدن المغربية، إذ لم يتم إنشاءه حتى سنة 1808، في عهد السلطان العلوي سليمان بن محمد، و كان يضم قرابة 6000 يهوديا.
رغم الانخفاض الكبير لعدد اليهود القاطنين في المدينة، لا يزال الملاح يحتفظ بالأسماء اليهودية لأزقته، وبمرافقه الدينية ككنيس ربي شالوم الزاوي. وقد تمت إعادة تهيئته سنة 2018.

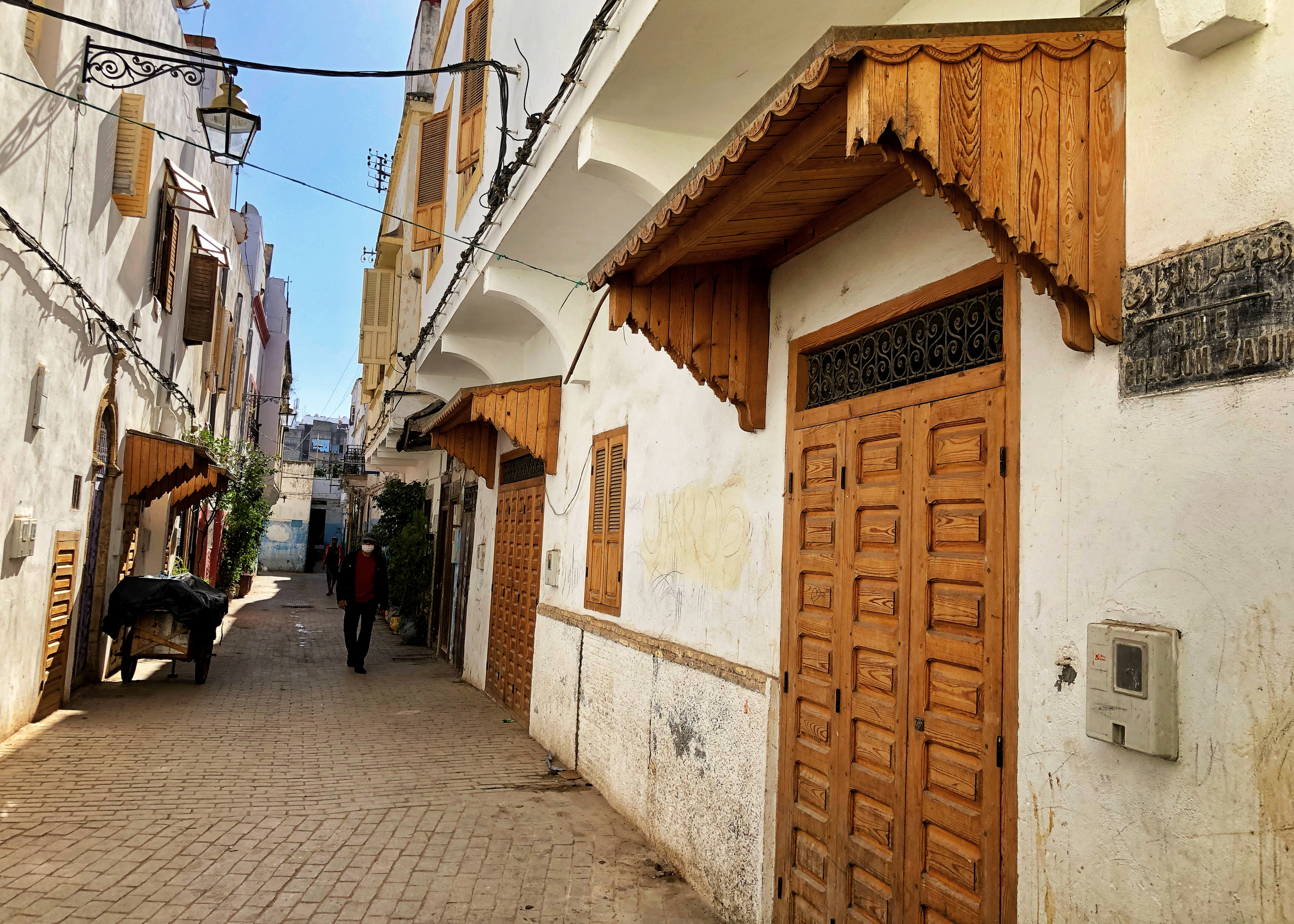
زنقة شالوم الزاوي
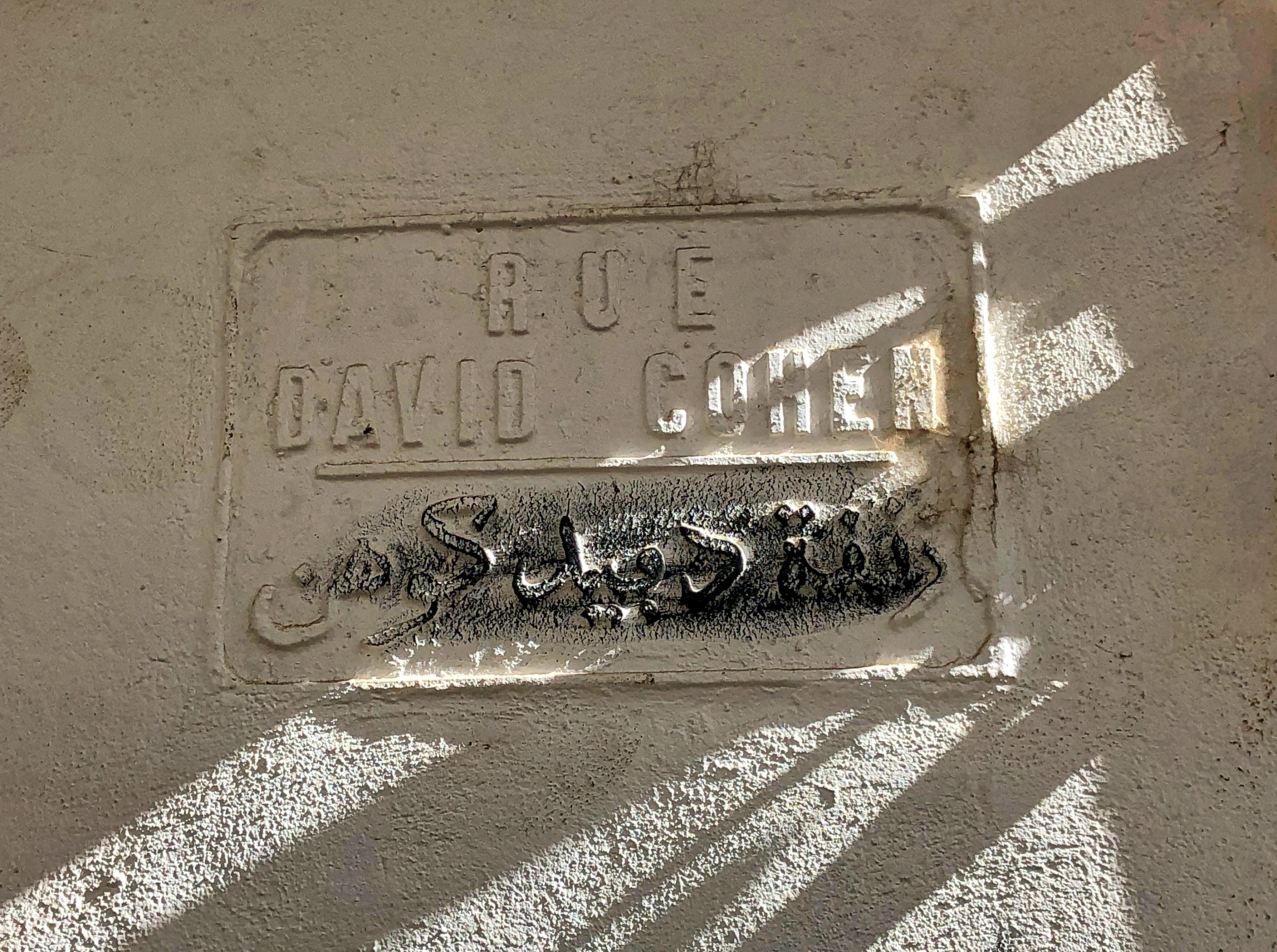
زنقة دافيد كوهن
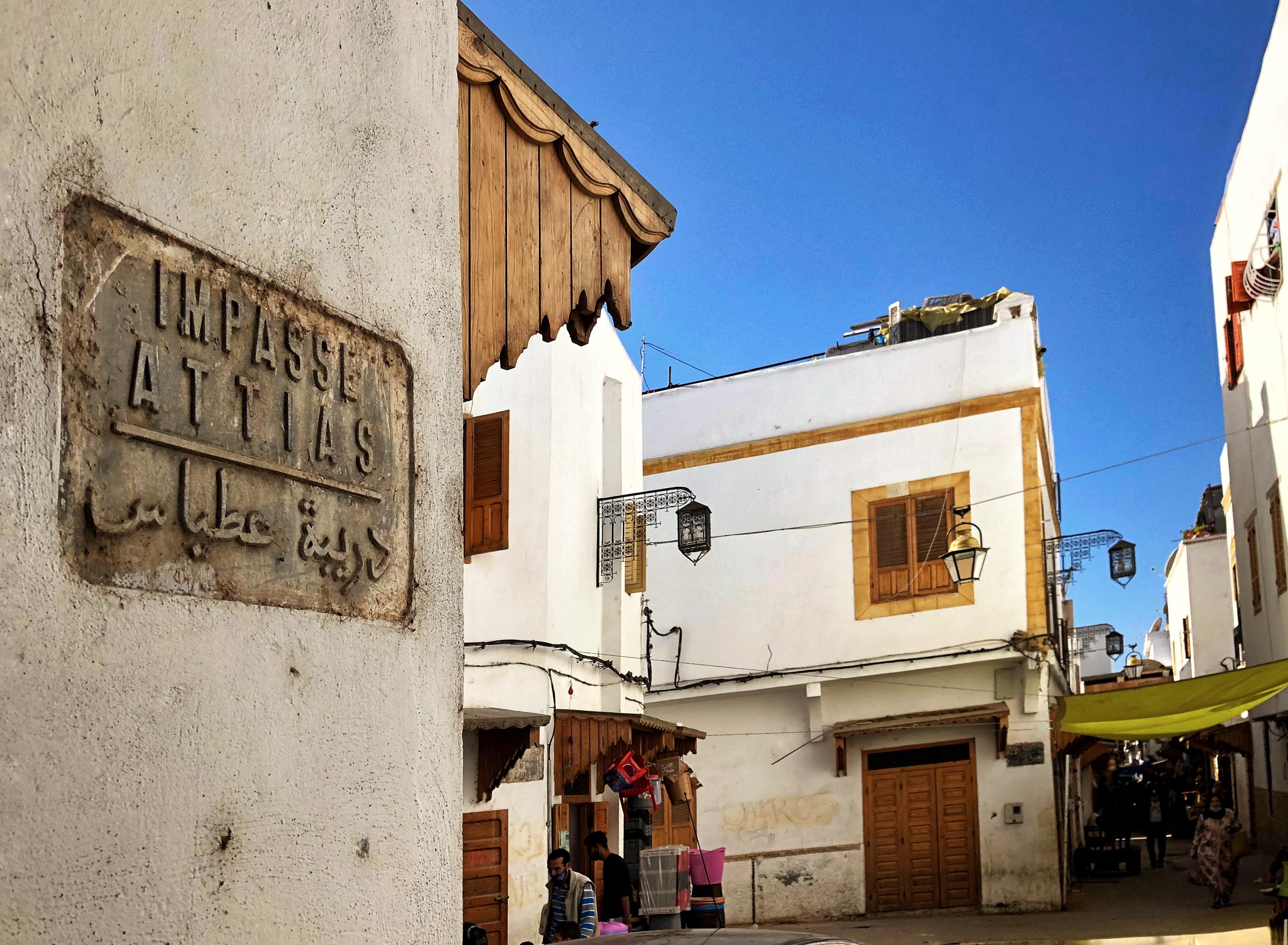
دريبة عطياس
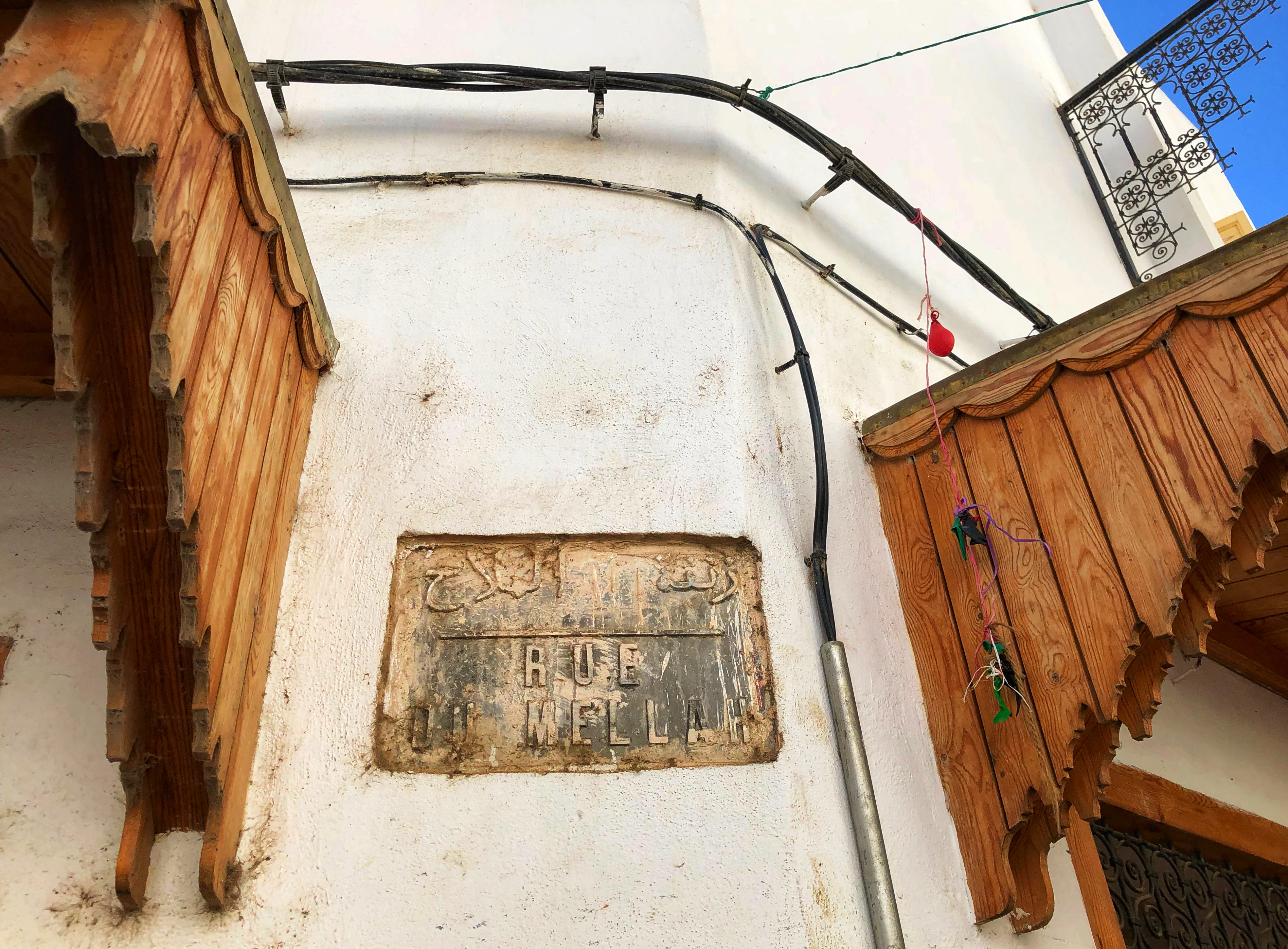
زنقة الملاح
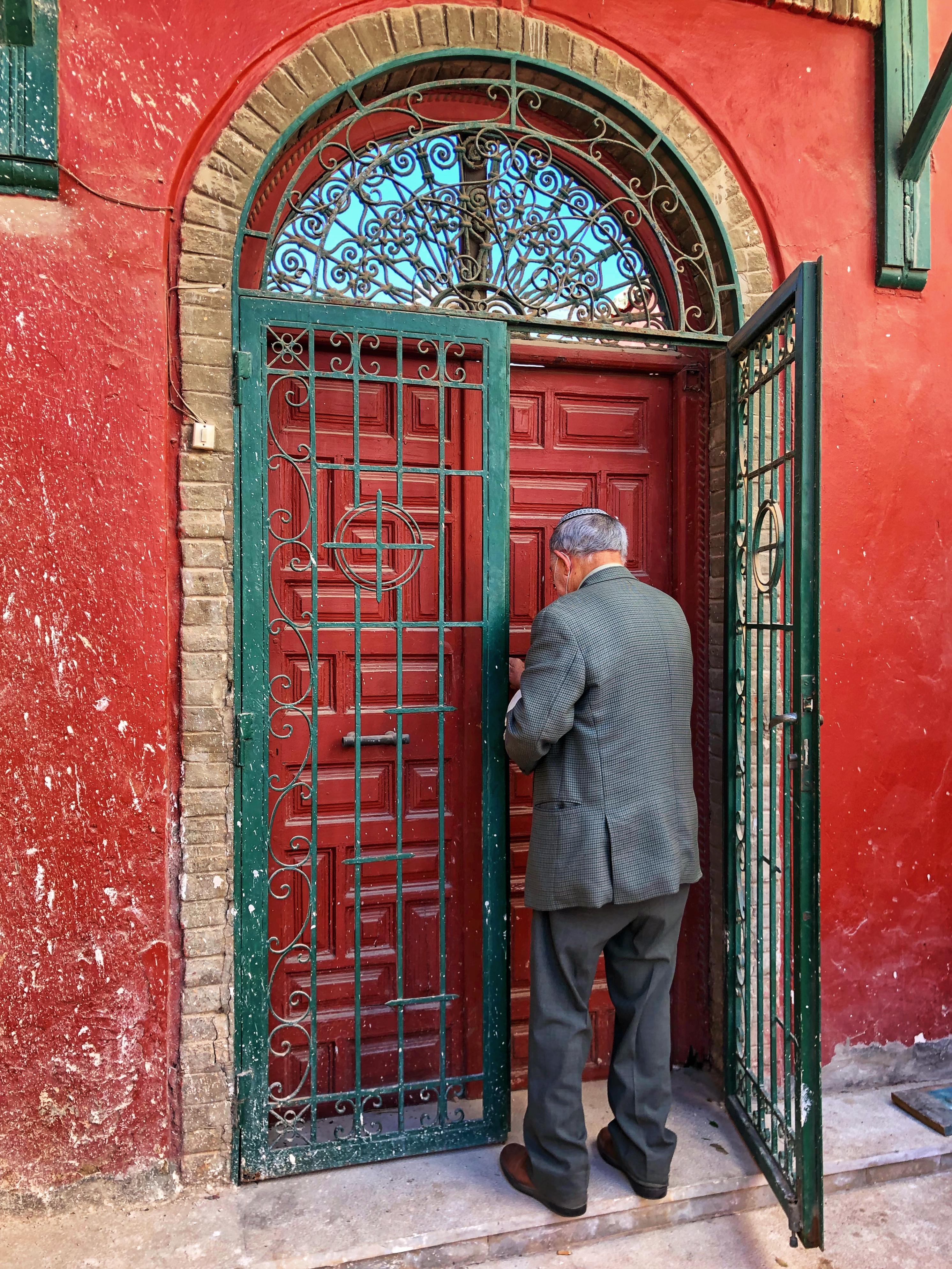
مدخل كنيس ربي شالوم الزاوي